# Uzurpator
Uzurpator (iz latinskega usurpatio – prilaščanje, prisvajanje) je posameznik ali skupina posameznikov, ki s silo in brez pravne osnove pridobi in ohranja oblast ali pravice drugega. Uzurpacija oblasti je bila pogosta, vendar ne izključna, predvsem v monarhijah. Izraz uzurpator ima praviloma negativen prizvok.

## Rimsko cesarstvo

### 1. in 2. stoletje
Prva dinastija Rimskega cesarstva, Julijsko-klavdijska, ki je vladala od 27 pr. n. št. do 68 n. št., je svoj cesarski prestol opravičevala s povezavo, četudi samo s posvojitvijo,  s prvim cesarjem Avgustom. Konflikti v družini so sčasoma sprožiili vrsto umorov, kar je privedlo do propada dinastije. Zadnji cesar, Neron, je umrl celo kot državni sovražnik. Po njegovem samomoru se je začela kratka državljanska vojna, znana kot leto štirih cesarjev (Galba, Oton, Vitelij in Vespazijan). 
Flavijska dinastija, ki se je začela z Vespazijanom, se je končala z umorom njegovega drugega sina Domicijana.  2. stoletje n. št.  je bilo obdobje relativnega miru v znamenju vladavine tako imenovanih petih dobrih cesarjev, za naslednje stoletje pa je bile že značilna endemična politična nestabilnost, ki je bila eden od dejavnikov, ki so sčasoma povzročili propad zahodnega dela Rimskega imperija.

### Nestabilnost cesarstva
Komoda, zadnjega cesarja iz Antoninske dinastije, takratni kronisti opisujejo kot nepriljubljenega vladarja, znanega po ekstavagantnosti in krutosti, so leta 192 umorili. Ker ni imel moških potomcev, se je takoj po njegovi smrti vnel boj za prestol med guvernerji najpomembejših provinc. Pertinaksovi pristaši so za cesarja priznali Pertinaksa, po njegovem umoru, ki ga je izvedla samovoljna pretorijska straža, pa si je prestol prisvojil Septimij Sever. Uzurpatorju Severju je uspelo ostani na oblasti naslednjih osemnajst let, dokler ni umrl naravne smrti na pohodu v severno Britanijo. Smrt Severja Aleksandra, zadnjega cesarja iz Severske dinastije, je leta 235 sprožila tako imenovano krizo tretjega stoletja. V tem obdobju se je do Dioklecijanove vzpostavitve tetrarhije na rimskem prestolu zvrstilo kar 28 cesarjev, od katerih sta samo dva umrla naravne smrti (zaradi kuge). Poleg njih je bilo v tem času po celem cesarstvu še 38 uzurpatorjev, kar jasno kaže, da varnost meja ni bil edini problem rimskega sveta. V tem obdobju je bila uzurpacija stalna grožnja in zelo pogost način za prevzem oblasti.
Uzurpatorji so bili praviloma provincijski guvernerji, poveljniki veliki skupin rimskih legij ali prefekti pretorijske straže, ki so imeli nadzor nad Rimom. Če se legije niso strinjale z izbranim cesarjem, so za cesarja pogosto razglasile kar svojega poveljnika. V takšnih primerih je sledil spopad med kandidatoma, ki se je redko končal s pravo  bitko, ker se legionarji praviloma niso borili proti legionarjem.
Za uspešen nasilen prevzem oblasti sta bila pomembna predvsem dva pogoja: zvestoba legionarjev, ki je bila v veliki meri odvisna od količine plena ali denarne nagrade, obljubljene za zmago, in zaupanje v vojaške sposobnostih poveljnika, od katerega je bila odvisna  morala. Če eden ali oba pogoja nista bila v celoti izponjenena, je to običajno pomenilo smrt uzurpatorja v rokah njegovih vojakov. Ker so imeli cesarji neko ozadje in politično kredibilnost, je moral biti uzurpator zelo karizmatična osebnost, saj je vsak dvom vanj pomenil njegovo prezgodnjo smrt. Nekateri uzurpatorji, med njimi Filip Arabec, so prišli na prestol z načrtnim umorom zakonitega vladarja, v tem primeru Gordijana III..
Uspešna uzurpacija oblasti je za uzurpatorja vedno pomenila nekoliko krhek politični položaj, ker je prestol dosegel z nasilnimi sredstvi. Nevarnost nove uzurpacije je bila vedno prisotna, zato je med prve ukrepe uzurpatorjev spadala postavitev zaupanja vrednih oseb na ključne položaje v cesarstvu. Uzurpatorji so se pogosto sklicevali tudi na prednike, s katerimi so želeli potrditi svojo verodostojnost in pravico do prestola.  Pogosto so se sklicevali na prikrite starševske povezave s priljubljenimi prejšnjimi cesarji, ki so nemalokrat zmedle zgodovinarje.  Večina uzurpatorjev je s podkupovanjem poskušala ohraniti zadovoljstvo in zvestobo svojih legij, ki so zagotavljale njihov obstanek na prestolu.

### Posledice
Poplava uzurpatorjev v 3. stoletju je imela globoke posledice v upravni in vojaški organizaciji cesarstva. Strah pred morebitnimi tekmeci je postala glavna gonilna sila razvoja rimskega sveta od zgodnjega do poznega cesarstva.
Med najbolj opazne spremembe zagotovo spada delitev in večanje števila rimskih provinc. Province so upravljali guvernerji, ki so bili bodisi prokonzuli, propretorji ali prokuristi, katerim so dodelili določeno število legij, odvisno od varnostnih razmer v provinci. Velike vojaške kontingente sta imeli na primer guvernerja na donavski meji v Meziji in Panoniji. Veliko število legij je za guvernerje pomenilo moč in skušnjavo, da bi se dokopali do cesarskega prestola. Trditev potrjuje dejstvo, da je večina uzurpatorjev prišla iz obmejnih regij v Siriji in meji ob Renuu in Donavi, kjer je bilo prisotno največje število vojakov. Kritične obmejne province so zato postopoma razdelili na več manjših in s tem preprečili kopičenje moči v rokah enega človeka. Lep primer je Sirija, katero so sredi 3. stoletja razdelili na štiri province: Tri Dakije, Kapadokijo, Kelesirijo in Palestinsko Sirijo. Na podoben način so Mezijo radelili  na Gornjo in Spodnjo Mezijo. Dardanijo sa kasneje ločili od Mezije. Panonijo so razdelili na štiri province: Prvo in Drugo Panonijo ter Valerijo in Savijo.
Stalen strah pred državljansko vojno je cesarje prisilil, da so imeli legije stalno v svoji bližini in pripravljene na morebitne grožnje. Posledica je teh ukrepov bila geografska delitev legij na legije limitanei, ki so ostale na meji, in comitatenses,  ki so bile nastanjene na strateških točkah v notranjosti cesarstva. Med prvimi legijami comitatenses je bila II. partska legija, ki je bila v času od Septimija Severja nastanjena v Albanskih hribih v bližini Rima.
Z umikom vojakov v notranjost cesarstva so postale meje manj varne. Vdori gotskih in drugih germanskih plemen čez Ren in Donavo so bili vedno bolj pogosti, na vzhodu pa so cesarstvo vedno bolj ogrožali Perzijci. Poleg tega je v času, ko je bila uzurpacija običajen postopek za prihod na prestolprestola, imenovanje kompetentnih generalov na ključne položaje pomenilo izzivanje usode. Ljubosumje in strah so pogosto preprečili, da bi se s težavami ukvarjali pravi ljudje. Posledica takšne politike so bili vedno pogostejši vdori, plenjenje ali celo osvojitve obmejnih provinc. 

### Uzurpatorji
Edini uzurpatorji, katerih življenjepisi in okoliščine upora so znani s precejšnjo zanesljivostjo, so tisti, ki so postali vladarji. Neuspešni poskusi nasilnega prevzema oblasti so se  neizogibno končali z upornikovim umorom ali samomorom in kasnejšim izbrisom njegovih podatkov iz vseh evidenc. Takšna praksa zgodovinarjem pogosto povzroča nevšečnosti, ker so podrobnosti določenega upora v sočasnih virih pogosto protislovne. Takšen je primer uzurpatorja Uranija, katerega nekateri viri umeščajo v vladavino cesarja Elagabala, drugi pa v vladavino cesarja Galenija.
Vsak nov cesar, zakonit ali nezakonit, je začetek svoje vladavine ovekovečil s kovanjem novih  kovancev, delno zaradi prestiža svoje razglasitve za avgusta, delno pa zaradi poplačila zvestobe svojih vojakov. Ti kovanci so pogosto edini dokaz za določeno uzurpacijo. Število različnih kovancev s podobami uzurpatorjev seveda ni enako njihovemu skupnemu številu: nekateri so bili na oblasti premalo časa, da bi kovali svoj denar, drugi pa tega niso mogli zaradi oddaljenosti kovnic in pomanjkanja ustreznih orodij.
Kasnejše študije uzurpacij so pokazale, da so nekatere vprašljive ali celo izmišljene. Cesar, ki je preživel največ uzurpacij, je bil Galien, ki je v petnajst letih vladavine, brez galske odcepitve, preživel kar štirinajst poskusov nasilnega prevzema oblasti. Trije poskusi so zanesljivo izmišljeni, ker so z njimi želeli prikazati cesarjevo nepremagljivost, ali pa so si jih izmislili kasnejši pisci, da bi popestrili svojo prozo.